# DTO
Data Transfer Object (DTO) — один із шаблонів проєктування, який використовують для передачі даних між підсистемами програми. Спонукою до використання таких об'єктів є те, що передача даних між процесами зазвичай відбувається за допомогою віддалених інтерфейсів (наприклад, веб-сервісів), де кожен виклик це дорога дія. Через те що більшість вартості кожного виклику пов'язана з часом пересилання в обидва боки між клієнтом і сервером, один зі способів зменшити кількість викликів це використати об'єкт, який агрегує дані, які інакше були б передані кількома викликами.

## Зауваження
Data Transfer Object не повинні містити ніякої логіки, але можуть містити механізми серіалізації/десереалізації для передавання даних по дроту.

## Приклад
Нехай потрібно створити нового користувача. Щоб не навантажувати функції великою кількістю аргументів, можна створити об'єкт, який міститиме значення в собі, та передати його
```
public
 
class
 
CreateUserDTO

{

    
public
 
string
 
Name
 
{
 
get
;
 
set
;
 
}

    
public
 
string
 
Surname
 
{
 
get
;
 
set
;
 
}

}

```

## Типи DTO
У багаторівневих системах заведено відрізняти DTO які працюють із рівнем презентації. Так об'єкти, які формують вигляд називають ViewModel, а ті, що являються результатом дій користувача (взаємодія із графічним інтерфейсом, заповнена форма тощо) — InputModel. 

## Див.також
- Шаблони проєктування програмного забезпечення
- Об’єктно-орієнтоване програмування